# 마르그레트 니센
마르그레트 니센(독일어: Margret Nissen, 출생명은 마르가레테 슈페어(독일어: Margarete Speer), 1938년 6월 19일~)은 독일의 사진가이다. 그녀는 독일의 건축가이자 나치당 고위 관리인 알베르트 슈페어의 딸이다.
마르그레트는 그녀의 어머니의 이름을 따서 지어졌다. 그녀는 전쟁이 끝날 때까지 오버잘츠베르크에서 살았다. 그녀의 아버지가 투옥된 후, 가족은 하이델베르크로 이사했다. 그녀는 하이델베르크 대학에서 고고학을 공부했다. 1962년 4월 14일, 그녀는 고고학자 한스 니센과 결혼했고, 그의 성을 따랐다. 그들은 1965년부터 1967년까지 이라크 바그다드에서 함께 살았고, 이후 시카고와 베를린에서 살았다. 니센은 사진작가가 되기 시작했고 주로 독학으로 공부했다. 1980년 이래로, 그녀의 작품은 주로 베를린의 전시회에서 전시되었다. 건축 사진작가로서, 그녀는 베를린 전시회 Topographie des Terrors에서 일했다. 그녀는 2004년에 아버지에 관한 책인 Sind Sie die Tochter Speer?를 출간했다.